# یونگنام
یونگنام (کره‌ای: 영남 지방) نام یک منطقه در کره جنوبی است که قبلاً بر  استان جئونسانگنام منطبق بوده‌است.